# Poinsett megye
Poinsett megye az Amerikai Egyesült Államokban, azon belül Arkansas államban található. Megyeszékhelye Harrisburg, legnagyobb városa Trumann. Lakosainak száma 22 965 fő (2020. április 1.). Poinsett megye Craighead, Cross, Mississippi, Crittenden és Jackson megyékkel határos.

## Népesség
A megye népességének változása:
| Lakosok száma | 24 541 | 24 428 | 24 270 | 24 145 | 24 040 | 22 965 |
|               | 2010   | 2011   | 2012   | 2013   | 2015   | 2020   |